# 小山百代
小山 百代（こやま ももよ、1995年11月30日 - ）は、日本の女優、声優。北海道札幌市出身。スターダストプロモーション所属を経て現在はフリーランス。

## 略歴
2007年から劇団フルーツバスケット、キャスティングオフィスエッグに所属し、CM出演や舞台・ミュージカルなどに出演していた。
2016年4月、スターダストプロモーション制作3部（現 第三事業部）に新設された声優部の第1回オーディションを経て同事務所に所属。
2017年1月、スターダストプロモーション声優部所属の新人声優で結成されたユニット「サンドリオン」のメンバーとなる。メンバーカラーは緑。同ユニットではリーダーを務め、2024年12月25日の解散まで約8年間活動した。
メディアミックスプロジェクト『少女☆歌劇 レヴュースタァライト』の主人公愛城華恋役として、ユニット「スタァライト九九組」のリーダー（座長）を務める。カラーは赤。
2020年4月23日、自身のブログで声帯結節の手術を近日中に受けることを表明。3年ほど前から結節に悩まされていたといい、薬での治療を行っていたという。5月6日の深夜、自身のブログで手術を終えたことを発表した。
2025年3月31日をもってスターダストプロモーションを退所、フリーランスとなる。

## 人物
趣味は少女漫画を読む、反省会。特技はダンス。 好物はラーメン、イカ、梅干し。
声優になろうと思ったきっかけは舞台で演出家から助言をもらったことから。声優に興味を持ったきっかけの作品に『赤髪の白雪姫』と『東京喰種トーキョーグール』を挙げている。
小学生の頃から少女漫画が好きで、今でも読んでいるという。
長尾寧音とは小学生のときに同じレッスンを受けて以来の仲。
一人っ子である。

## 出演
太字はメインキャラクター。

### テレビアニメ
2017年
- 捏造トラップ-NTR-（女子生徒）

2018年
- 少女☆歌劇 レヴュースタァライト（愛城華恋）

2020年
- 魔術士オーフェンはぐれ旅（コンスタンス・マギー）
- 異種族レビュアーズ（エルマ）
- りばあす（藤堂圭、先生）
- ラブライブ!虹ヶ咲学園スクールアイドル同好会（2020年 - 2022年、演劇部部長） - 2シリーズ

2021年
- 幼なじみが絶対に負けないラブコメ（生徒）
- 吸血鬼すぐ死ぬ（ルナ）

2022年
- てっぺんっ!!!!!!!!!!!!!!!（北斗ちほり）

2023年
- 星屑テレパス（宇野さん）

### 劇場アニメ
- 少女☆歌劇 レヴュースタァライトシリーズ（2020年 - 2021年、愛城華恋[27]） - 2作品[一覧 2]
- 映画 ラブライブ!虹ヶ咲学園スクールアイドル同好会 完結編（2024年、演劇部部長）

### Webアニメ
- 少女☆寸劇 オールスタァライト（2019年、愛城華恋[28]）

### ゲーム
2017年
- 放置少女〜百花繚乱の萌姫たち〜（賈ク、張コウ、周泰、今川義元）
- 天空のクラフトフリート（シャマノ）
- 逆転オセロニア（テューリエ）

2018年
- 戦国ASURA（あかね）
- ナイツクロニクル（リッパー）
- ルナクロニクルR（ウバナ）
- トリプルモンスターズ（愛城華恋）
- 少女☆歌劇 レヴュースタァライト -Re LIVE-（2018年 - 2024年、愛城華恋）

2019年
- クイズRPG 魔法使いと黒猫のウィズ（エリル・ハネス）
- 刀使ノ巫女 刻みし一閃の燈火（愛城華恋）
- ブラウンダスト（ヘルガ）
- アビス・ホライズン（ノースカロライナ、キング・ジョージ5世）
- まちむす 地球防衛ライブ（プラハ）
- アッシュアームズ‐灰燼戦線‐（爆撃機 B-25B ミッチェル）
- 白猫プロジェクト（アウロラ、イメルダ）

2020年
- Death end re;Quest2（チャーリー・パルフェ）
- にゃんグリラ（ミーア）
- キングダムオブヒーロー（ホタル）
- ブレイブソード×ブレイズソウル（ドーパミン）
- モンスターストライク（2020年 - 2025年、牡丹、クラフト）

2021年
- プロジェクト東京ドールズ（愛城華恋）

2022年
- ラブライブ! スクールアイドルフェスティバル ALL STARS（虹ヶ咲学園演劇部部長）

2024年
- BAR ステラアビス（キャス）
- 少女☆歌劇 レヴュースタァライト 舞台奏像劇 遙かなるエルドラド（愛城華恋）

2025年
- アサルトリリィ Last Bullet（鳥居美歩）

未定
- 戦国小町苦労譚 語絵巻 - カタリエマキ -（彩）

### ドラマCD
- 新宿コネクティブ（2017年、アリア）

### デジタルコミック
- 魔王になったので、ダンジョン造って人外娘とほのぼのする（2019年、レフィシオス[55]）
- 道産子ギャルはなまらめんこい（2021年、冬木美波[56]）

### ASMR
- ASMR作品「いせいこうりゅう 同棲、気さくで一途な火星人と。」（2021年、火星人[57]）
- あなたを一途に想う優等生の教え子（2024年、柊彩月）

### テレビ
- アキの家族（2010年、札幌テレビ放送）[6]
- JRタワーdeクリスマス大作戦2014（2014年、札幌テレビ放送）[6]
- ゲンバの声がある（2018年 - 2019年、テレビ朝日）[6]
- 月刊ブシロードTV（2019年 - 2020年、TOKYO MX）[6]
- マンガ、鬼ほど好きなんで（2024年、TOKYO MX） - つのうさ（青色）[6]

### インターネット放送
- スタヴァ!（2016年 - 2024年、ニコニコ生放送・SHOWROOM→YouTube Live）[58]
- 少女☆歌劇 レヴュースタァライト 聖翔音楽学園 放送局（2017年 - 、ニコニコ生放送・FRESH!）
- サンドリONLINE（2019年 - 2022年、LINE LIVE）[59]
- 月刊ブシロードTV（2020年、YouTube）
- サンドリオンのわるいのはぜんぶゲーマーズ（2021年 - 2025年、YouTube）[60]
- 小山百代のももよももよももよのうち（2022年 - 、ニコニコチャンネルプラス）

### ラジオ
※はインターネット配信。
- 誰が為にラジオは流る（2016年、NHK-FM）[61]
- ここいば!（2017年 - 2020年、ラジオ大阪・超!A&G+※）[6]
- 少女☆歌劇 ラジオスタァライト（2018年 - 2023年、ラジオ大阪・HiBiKi Radio Station※）[62]
- なまらぶ♡（2019年 - 2022年、STVラジオ）[3]
- 小山百代と前田佳織里のA＆Geee！（2019年 - 2021年、超!A&G+※）[63][64]
- あのね、うみね、ましろもね。（2020年 - 、文化放送『A&Gリクエストアワー 阿澄佳奈のキミまち!』内）[6]
- サンドリ on the Radio（2021年 - 2024年、超!A&G+※）[65][66]
- 滋養強壮！小山百代（2022年 - 、ニコニコチャンネル『ナナメ後ろの席のチスガさん』内※）[6]
- 少女☆歌劇 レヴュースタァライト presents オールスタァラジオ（2023年 - 、HiBiKi Radio Station※）[67]
- 少女☆歌劇 レヴュースタァライト 遙かなるエルドラジオ（2024年、YouTube※）[68]
- ここいばフェニックス（2024年 - 、OPENREC.tv※）[69]

### ナレーション
- 無料レッスンマッチングサイト「LESSON」[6]
- 子どもの権利救済機関啓発VP（札幌市）[6]
- 元気もりもり食育キャラバン（北海道農政部） - めぐみちゃん[6]
- キラリやまなし大集合！〜響け！山梨へのエール〜（2022年、NHK甲府）[6]
- 未来に届け！こども応援団（2024年、BSフジ）[6]

### 舞台・ミュージカル
- 青い鳥♪（2007年、かでる2・7）
- 魔女と時間泥棒〜時空は風にのって'08〜（2008年、札幌市教育文化会館大ホール）
- Cat's愛〜星空のメッセージ 未来への挑戦〜（2009年、札幌市民ホール）
- エメラルドの伝説〜ウェザーガーデンより愛を込めて〜（2010年、かでるホール）
- ★☆ワンダーランド☆★〜Disappear Tomorrow〜（2011年、かでるホール）
- 光の石のファンタジア〜未来からのバトン〜（2012年、かでるホール）
- RyuGu〜にんぎょ姫の初恋…うらしま太郎外伝〜（2013年、札幌市教育文化会館大ホール）
- こぶたランデブー1st.scene「死神べいびーず」（2013年、コンカリーニョ）
- こぶたランデブー2nd.scene「家族れしぴ」（2014年、ギャラリーLE DECO）
- ミュージカル「美少女戦士セーラームーン」 - 水野亜美 / セーラーマーキュリー 役
  - 美少女戦士セーラームーン～Petite Étrangère～（2014年、AiiA Theater Tokyo, 梅田芸術劇場）
    - 上海公演（2015年、上海戯劇学院上戯劇院）

  - 美少女戦士セーラームーン～Un Nouveau Voyage～（2015年、AiiA 2.5 Theater Tokyo, サンケイホールブリーゼ）
- アリスインデッドリースクール オルタナティブ・SAPPORO（2016年、コンカリーニョ）[70]
- GIRLS TREK（2016年、シアターブラッツ）[71]
- 無礼講 into the room（2017年、下北沢シアター711） - 梅本咲子 役
- 少女☆歌劇 レヴュースタァライト - 愛城華恋 役
  - -The LIVE- #1（2017年、AiiA 2.5 Theater Tokyo）
  - -The LIVE- #1 revival（2018年、AiiA 2.5 Theater Tokyo）
  - -The LIVE- #2 Transition（2018年、天王洲 銀河劇場）
  - -The LIVE- #2 revival（2019年、舞浜アンフィシアター）
  - -The LIVE ONLINE-（2020年、オンライン配信）
  - -The LIVE 青嵐- BLUE GLITTER（2020年、天王洲銀河劇場） - 日替わりゲスト[72]
  - -The LIVE- #3 Growth（2021年、品川プリンスホテル ステラボール）
  - -The STAGE 中等部- Regalia（2022年、飛行船シアター） - 日替わりゲスト[73]
  - -Re LIVE- Reading Theatre 第二弾「追奏～Session of Reminiscence～」（2022年、飛行船シアター）
  - -The LIVE- #4 Climax（2023年、東京建物 Brillia HALL）
  - -Re LIVE- Reading Theatre 第四弾「遙かなるエルドラド」（2023年、飛行船シアター）
  - -Re LIVE- Reading Theatre 第四弾「遙かなるエルドラド」神戸公演（2024年、神戸朝日ホール）
  - -The MUSICAL- 別れの戦記（2024年、品川プリンスホテル ステラボール）
  - 舞台朗読劇「遙かなるエルドラド・序章」（2024年、東京建物 Brillia HALL）
- 舞台「K -MISSING KINGS-」（2017年、京都劇場、天王洲 銀河劇場）- 雪染菊理 役
- 初等教育ロイヤル -再再演- 東京公演（2019年、全労済ホール／スペース・ゼロ） - 佐藤さん 役[74] ※ダブルキャスト
- タイプ（2019年、赤坂RED/THEATER）[75] ※ダブルキャスト
- 第十二回全校集会『勇者セイヤンの物語（仮）』（2019年、シアター1010） - キャメロン 役[76] ※ダブルキャスト
- 初等教育ロイヤル 白組（2020-21年、COOL JAPAN PARK OSAKA TTホール、シアター1010） - 佐藤さん 役
- 舞台「ゲキドル the STAGE」（2021年、シアターサンモール） - 守野せりあ 役[77]
- 朗読劇「星降る街」（2022年、大手町三井ホール[78]）
- 朗読劇「恋と嘘」（2022年、TIAT SKY HALL） - 真田莉々奈 役 ※トリプルキャスト[79]
- 「魔入りました！入間くん」THE STAGE（2023年、東京ドームシティ シアターGロッソ） - ウァラク・クララ 役[80]
  - 「魔入りました！入間くん」THE STAGE 再演（2024年、東京ドームシティ シアターGロッソ）[81]
- 音楽朗読劇 THE LITTLE MATCH GIRL 〜アンデルセン童話「マッチ売りの少女」より〜（2023年、博品館劇場）[82]
- 舞台『トワツガイ II』（2024年、大手町三井ホール） - ハクチョウ 役[83]
- eeo Stage reading 朗読劇「はなしぐれ」（2025年 、CBGKシブゲキ!!） - 島崎美波 役 ※トリプルキャスト[84]
- 舞台「魔法少女育成計画 F2P the STAGE〜First Chapter〜」（2025年、博品館劇場） - セラセラ 役[85]
- 噺家噺（2025年、CBGKシブゲキ!!） - 小照 役[86]
- 舞台『アンダースタディ』（2025年、シアター・アルファ東京）[87]
- 舞台『地獄の控室』（2025年、ザ・ポケット） - チャッピー 役[88]
- 舞台『ビットワールド THE STAGE』（2025年公演予定、サンシャイン劇場） - スミレ 役[89]
- 舞台「アサルトリリィ」-眞說・御台場迎撃戦-（2025年公演予定、シアター1010） - 千子夕七 役[90]

### CM
- 北海道日本ハムファイターズ ファイターズガール「カラオケ編」（2013年）[91]
- セイコーマート「HOT CHEF こんがり焼きチキン」（2015年）[6]
- スーパースポーツゼビオ「ウィンター編」（2015年）[92]
- 不動産ビッグ（2016年）[93][94]

### パチンコ・パチスロ
- L少女☆歌劇 レヴュースタァライト -The SLOT-（2025年、愛城華恋[95]）
- P少女☆歌劇 レヴュースタァライト ラッキートリガー4500（2025年、愛城華恋[96]）

### その他コンテンツ
- 温泉むすめ（四万治佳[97]）
- あわしまマリンパークマスコットキャラクター（2020年 - 、内浦ましろ[98]）

## ディスコグラフィ

### 映像作品
- 小山百代ソロDVD『スタート・ライン 小山百代』[99]（2020年8月26日）

### キャラクターソング
| 発売日   | 商品名 | 歌 | 楽曲                                                                         | 備考                                                                                     |
| 2017年   | 2017年 | 2017年 | 2017年                                                                       | 2017年                                                                                   |
| -------- | --- | --- | ---------------------------------------------------------------------------- | ---------------------------------------------------------------------------------------- |
| 9月20日  | プロローグ -Star Divine-                                                                                              | スタァライト九九組 | 「Star Divine」 「舞台少女心得」 「願いは光になって」                        | 舞台『少女☆歌劇 レヴュースタァライト -The LIVE- #1』劇中歌                               |
| 9月22日  | プリンシパル -Fancy You-                                                                                              | 愛城華恋（小山百代）、神楽ひかり（三森すずこ） | 「Fancy You」                                                                | 舞台『少女☆歌劇 レヴュースタァライト -The LIVE- #1』劇中歌                               |
| 2018年   | | |                                                                              |                                                                                          |
| 3月7日   | スタァライトシアター                                                                                                  | スタァライト九九組 | 「スタァライトシアター」                                                     | 舞台『少女☆歌劇 レヴュースタァライト -The LIVE- #1 revival』劇中歌                       |
| 3月7日   | スタァライトシアター                                                                                                  | スタァライト九九組 | 「Circle of the Revue」 「キラめきのありか」                                 | 舞台『少女☆歌劇 レヴュースタァライト』関連曲                                             |
| 7月18日  | 星のダイアローグ | スタァライト九九組 | 「星のダイアローグ」                                                         | テレビアニメ『少女☆歌劇 レヴュースタァライト』オープニングテーマ                         |
| 7月18日  | 星のダイアローグ | スタァライト九九組 | 「ディスカバリー！」                                                         | ゲーム『少女☆歌劇 レヴュースタァライト -Re LIVE-』主題歌                                 |
| 8月1日   | Fly Me to the Star | スタァライト九九組 | 「Fly Me to the Star」                                                       | テレビアニメ『少女☆歌劇 レヴュースタァライト』エンディングテーマ                         |
| 8月1日   | Fly Me to the Star | スタァライト九九組 | 「よろしく九九組」 「ロマンティッククルージン」                              | テレビアニメ『少女☆歌劇 レヴュースタァライト』関連曲                                     |
| 8月22日  | 少女☆歌劇 レヴュースタァライト 劇中歌アルバムVol.1 ラ レヴュー ド マチネ                                              | 星見純那（佐藤日向）、神楽ひかり（三森すずこ）、愛城華恋（小山百代） | 「世界を灰にするまで」                                                       | テレビアニメ『少女☆歌劇 レヴュースタァライト』挿入歌                                     |
| 8月22日  | 少女☆歌劇 レヴュースタァライト 劇中歌アルバムVol.1 ラ レヴュー ド マチネ                                              | 星見純那（佐藤日向）、愛城華恋（小山百代） | 「The Star Knows」                                                           | テレビアニメ『少女☆歌劇 レヴュースタァライト』挿入歌                                     |
| 8月22日  | 少女☆歌劇 レヴュースタァライト 劇中歌アルバムVol.1 ラ レヴュー ド マチネ                                              | 愛城華恋（小山百代）、天堂真矢（富田麻帆） | 「誇りと驕り」                                                               | テレビアニメ『少女☆歌劇 レヴュースタァライト』挿入歌                                     |
| 8月22日  | 少女☆歌劇 レヴュースタァライト 劇中歌アルバムVol.1 ラ レヴュー ド マチネ                                              | 露崎まひる（岩田陽葵）、愛城華恋（小山百代） | 「恋の魔球」                                                                 | テレビアニメ『少女☆歌劇 レヴュースタァライト』挿入歌                                     |
| 8月22日  | 少女☆歌劇 レヴュースタァライト 劇中歌アルバムVol.1 ラ レヴュー ド マチネ                                              | 愛城華恋（小山百代）、神楽ひかり（三森すずこ） | 「Fly Me to the Star #4」                                                    | テレビアニメ『少女☆歌劇 レヴュースタァライト』エンディングテーマ                         |
| 10月10日 | 99 ILLUSION! | スタァライト九九組 | 「99 ILLUSION!」 「Green Dazzling Light」                                    | 舞台『少女☆歌劇 レヴュースタァライト -The LIVE- #2 Transition』テーマソング              |
| 10月17日 | 少女☆歌劇 レヴュースタァライト 劇中歌アルバムVol.2 ラ レヴュー ド ソワレ                                              | 大場なな（小泉萌香）、愛城華恋（小山百代） | 「星々の絆」                                                                 | テレビアニメ『少女☆歌劇 レヴュースタァライト』挿入歌                                     |
| 10月17日 | 少女☆歌劇 レヴュースタァライト 劇中歌アルバムVol.2 ラ レヴュー ド ソワレ                                              | 愛城華恋（小山百代）、神楽ひかり（三森すずこ）、天堂真矢（富田麻帆）、西條クロディーヌ（相羽あいな） | 「-Star Divine- フィナーレ」                                                 | テレビアニメ『少女☆歌劇 レヴュースタァライト』挿入歌                                     |
| 10月17日 | 少女☆歌劇 レヴュースタァライト 劇中歌アルバムVol.2 ラ レヴュー ド ソワレ                                              | 愛城華恋（小山百代）、星見純那（佐藤日向）、露崎まひる（岩田陽葵）、石動双葉（生田輝）、花柳香子（伊藤彩沙）、大場なな（小泉萌香）、西條クロディーヌ（相羽あいな）、天堂真矢（富田麻帆）                     | 「舞台少女心得 幕間」                                                        | テレビアニメ『少女☆歌劇 レヴュースタァライト』挿入歌                                     |
| 10月17日 | 少女☆歌劇 レヴュースタァライト 劇中歌アルバムVol.2 ラ レヴュー ド ソワレ                                              | 愛城華恋（小山百代）、神楽ひかり（三森すずこ） | 「スタァライト」                                                             | テレビアニメ『少女☆歌劇 レヴュースタァライト』挿入歌                                     |
| 10月17日 | 少女☆歌劇 レヴュースタァライト 劇中歌アルバムVol.2 ラ レヴュー ド ソワレ                                              | 愛城華恋（小山百代） | 「Fly Me to the Star #8」                                                    | テレビアニメ『少女☆歌劇 レヴュースタァライト』エンディングテーマ                         |
| 10月24日 | 少女☆歌劇 レヴュースタァライト BD第1巻特典CD                                                                          | スタァライト九九組 | 「My friend 〜Arrie〜」                                                      | テレビアニメ『少女☆歌劇 レヴュースタァライト』関連曲                                     |
| 12月26日 | 少女☆歌劇 レヴュースタァライト BD第2巻特典CD                                                                          | スタァライト九九組 | 「You are a ghost, I am a ghost 〜劇場のゴースト〜」                         | テレビアニメ『少女☆歌劇 レヴュースタァライト』関連曲                                     |
| 2019年   | | |                                                                              |                                                                                          |
| 1月9日   | 約束タワー | スタァライト九九組 | 「約束タワー」 「舞台プレパレイション」                                      | テレビアニメ『少女☆歌劇 レヴュースタァライト』関連曲                                     |
| 2月27日  | 少女☆歌劇 レヴュースタァライト BD第3巻特典CD                                                                          | スタァライト九九組 | 「恋は太陽 〜CIRCUS!〜」                                                     | テレビアニメ『少女☆歌劇 レヴュースタァライト』関連曲                                     |
| 4月17日  | 百色リメイン | スタァライト九九組 | 「百色リメイン」 「Bright!Light!」                                           | 舞台『少女☆歌劇 レヴュースタァライト -The LIVE- #2 Transition』関連曲                    |
| 4月17日  | 百色リメイン 華恋&ひかり&まひるver.                                                                                   | 愛城華恋（小山百代）、神楽ひかり（三森すずこ）、露崎まひる（岩田陽葵） | 「百色リメイン」                                                             | 舞台『少女☆歌劇 レヴュースタァライト -The LIVE- #2 Transition』関連曲                    |
| 5月25日  | I'm fighter | 佐藤さん（小山百代）、佐藤さん（会沢紗弥） | 「I'm fighter」                                                              | 舞台『初等教育ロイヤル』テーマソング                                                     |
| 8月7日   | Star Diamond | スタァライト九九組 | 「Star Diamond」                                                             | テレビアニメ『少女☆歌劇 レヴュースタァライト』関連曲                                     |
| 8月7日   | Star Diamond | スタァライト九九組 | 「舞台少女体操」                                                             | Webアニメ『少女☆寸劇 オールスタァライト』主題歌                                          |
| 10月16日 | 少女☆歌劇 レヴュースタァライト レヴューアルバム ラ・レヴュー・エターナル                                              | 愛城華恋（小山百代）、神楽ひかり（三森すずこ）、雪代晶（野本ほたる） | 「逆境のオリオン」                                                           | ゲーム『少女☆歌劇 レヴュースタァライト -Re LIVE-』関連曲                                 |
| 2020年   | | |                                                                              |                                                                                          |
| 2月19日  | Star Parade | スタァライト九九組 | 「Star Parade」                                                              | テレビアニメ『少女☆歌劇 レヴュースタァライト』関連曲                                     |
| 2月19日  | Star Parade | 愛城華恋（小山百代）、神楽ひかり（三森すずこ）、天堂真矢（富田麻帆）、西條クロディーヌ（相羽あいな） | 「純情アンクラシファイド」                                                   | テレビアニメ『少女☆歌劇 レヴュースタァライト』関連曲                                     |
| 7月3日   | Reバース GO! | 鶏とナスの三ツ星シチュー | 「Reバース GO!」                                                             | テレビアニメ『りばあす』エンディングテーマ                                               |
| 7月3日   | Reバース GO! トReニティ                                                                                               | 藤堂圭（小山百代） | 「Reバース GO!」                                                             | テレビアニメ『りばあす』関連曲                                                           |
| 9月9日   | 再生讃美曲 | スタァライト九九組 | 「再生讃美曲」                                                               | 劇場アニメ『少女☆歌劇 レヴュースタァライト ロンド・ロンド・ロンド』主題歌                |
| 9月9日   | 再生讃美曲 | 星見純那（佐藤日向）、神楽ひかり（三森すずこ）、愛城華恋（小山百代） | 「世界を灰にするまで（movie ver.）」                                         | 劇場アニメ『少女☆歌劇 レヴュースタァライト ロンド・ロンド・ロンド』挿入歌                |
| 9月9日   | 再生讃美曲 | 愛城華恋（小山百代）、天堂真矢（富田麻帆） | 「誇りと驕り（movie ver.）」                                                 | 劇場アニメ『少女☆歌劇 レヴュースタァライト ロンド・ロンド・ロンド』挿入歌                |
| 9月9日   | 再生讃美曲 | 星見純那（佐藤日向）、愛城華恋（小山百代） | 「The Star Knows 〜Another〜」                                               | 劇場アニメ『少女☆歌劇 レヴュースタァライト ロンド・ロンド・ロンド』挿入歌                |
| 9月9日   | 再生讃美曲 | 露崎まひる（岩田陽葵）、愛城華恋（小山百代） | 「恋の魔球（7回裏）」                                                        | 劇場アニメ『少女☆歌劇 レヴュースタァライト ロンド・ロンド・ロンド』挿入歌                |
| 9月9日   | 再生讃美曲 | 大場なな（小泉萌香）、愛城華恋（小山百代） | 「星々の絆（movie ver.）」                                                   | 劇場アニメ『少女☆歌劇 レヴュースタァライト ロンド・ロンド・ロンド』挿入歌                |
| 9月9日   | 再生讃美曲 | 愛城華恋（小山百代）、神楽ひかり（三森すずこ）、西條クロディーヌ（相羽あいな）、天堂真矢（富田麻帆） | 「Star Diamond」                                                             | 劇場アニメ『少女☆歌劇 レヴュースタァライト ロンド・ロンド・ロンド』挿入歌                |
| 9月9日   | 再生讃美曲 | 愛城華恋（小山百代）、神楽ひかり（三森すずこ） | 「スタァライト（movie ver.）」                                               | 劇場アニメ『少女☆歌劇 レヴュースタァライト ロンド・ロンド・ロンド』挿入歌                |
| 9月23日  | イニシャル | 愛城華恋（小山百代）、神楽ひかり（三森すずこ）、雪代晶（野本ほたる）、大月あるる（潘めぐみ）、巴珠緒（楠木ともり）                                                                                           | 「イニシャル」                                                               | ゲーム『少女☆歌劇 レヴュースタァライト -Re LIVE-』関連曲                                 |
| 12月9日  | BLUE ANTHEM | スタァライト九九組 | 「Re:PLAY」                                                                  | 舞台『少女☆歌劇 レヴュースタァライト -The LIVE 青嵐- BLUE GLITTER』関連曲                |
| 2021年   | | |                                                                              |                                                                                          |
| 2月24日  | 少女☆歌劇 レヴュースタァライト ロンド・ロンド・ロンド BD特典CD                                                        | スタァライト九九組 | 「素敵なドレス着させてよ」                                                   | 『少女☆歌劇 レヴュースタァライト』関連曲                                                 |
| 3月24日  | 少女☆歌劇 レヴュースタァライト ベストアルバム                                                                         | スタァライト九九組 | 「Polestar」                                                                 | 『少女☆歌劇 レヴュースタァライト』関連曲                                                 |
| 3月24日  | 少女☆歌劇 レヴュースタァライト ベストアルバム 限定盤特典CD                                                            | 愛城華恋（小山百代）、露崎まひる（岩田陽葵） | 「花咲か唄」                                                                 | 『少女☆歌劇 レヴュースタァライト』関連曲                                                 |
| 3月24日  | 少女☆歌劇 レヴュースタァライト ベストアルバム 限定盤特典CD                                                            | 愛城華恋（小山百代）、天堂真矢（富田麻帆）、大場なな（小泉萌香）、西條クロディーヌ（相羽あいな） | 「1等星のプロキオン」                                                        | 『少女☆歌劇 レヴュースタァライト』関連曲                                                 |
| 3月24日  | 少女☆歌劇 レヴュースタァライト ベストアルバム 限定盤特典CD                                                            | 愛城華恋（小山百代）、神楽ひかり（三森すずこ）、星見純那（佐藤日向）、露崎まひる（岩田陽葵） | 「GANG☆STARS」                                                               | 『少女☆歌劇 レヴュースタァライト』関連曲                                                 |
| 3月24日  | 少女☆歌劇 レヴュースタァライト ベストアルバム 限定盤特典CD                                                            | 愛城華恋（小山百代）、星見純那（佐藤日向）、石動双葉（生田輝） | 「ゼウスの仲裁」                                                             | 『少女☆歌劇 レヴュースタァライト』関連曲                                                 |
| 3月24日  | 少女☆歌劇 レヴュースタァライト ベストアルバム 店舗別オリジナル特典CD 華恋・まひる 歌い分けver.                        | 愛城華恋（小山百代）、露崎まひる（岩田陽葵） | 「Polestar」                                                                 | 『少女☆歌劇 レヴュースタァライト』関連曲                                                 |
| 3月24日  | 少女☆歌劇 レヴュースタァライト ベストアルバム 店舗別オリジナル特典CD 華恋・ひかり 歌い分けver.                        | 愛城華恋（小山百代）、神楽ひかり（三森すずこ） | 「Polestar」                                                                 | 『少女☆歌劇 レヴュースタァライト』関連曲                                                 |
| 6月30日  | 私たちはもう舞台の上                                                                                                  | スタァライト九九組 | 「私たちはもう舞台の上」                                                     | 劇場アニメ『劇場版 少女☆歌劇 レヴュースタァライト』主題歌                                |
| 6月30日  | 私たちはもう舞台の上                                                                                                  | 愛城華恋（小山百代）、神楽ひかり（三森すずこ） | 「Dream of You」                                                             | 劇場アニメ『劇場版 少女☆歌劇 レヴュースタァライト』関連曲                                |
| 7月14日  | サイカイ合図 | スタァライト九九組 | 「サイカイ合図」                                                             | 舞台『少女☆歌劇 レヴュースタァライト -The LIVE-#3 Growth』主題歌                         |
| 7月14日  | サイカイ合図 | スタァライト九九組 | 「青春トラベラー」                                                           | 舞台『少女☆歌劇 レヴュースタァライト -The LIVE-#3 Growth』関連曲                         |
| 7月14日  | サイカイ合図【花ver.】                                                                                                | 愛城華恋（小山百代） | 「サイカイ合図」                                                             | 舞台『少女☆歌劇 レヴュースタァライト -The LIVE-#3 Growth』関連曲                         |
| 7月21日  | 劇場版 少女☆歌劇 レヴュースタァライト 劇中歌アルバムVol.2                                                             | 愛城華恋（小山百代）、神楽ひかり（三森すずこ） | 「スーパー スタァ スペクタクル」                                             | 劇場アニメ『劇場版 少女☆歌劇 レヴュースタァライト』挿入歌                                |
| 12月22日 | 劇場版 少女☆歌劇 レヴュースタァライト BD特典CD                                                                        | スタァライト九九組 | 「舞台裏のレヴュー」                                                         | 劇場アニメ『劇場版 少女☆歌劇 レヴュースタァライト』関連曲                                |
| 2022年   | | |                                                                              |                                                                                          |
| 8月17日  | てっぺんっ天国 〜TOP OF THE LAUGH!!!〜                                                                                | てっぺんっオールスターズ | 「てっぺんっ天国 〜TOP OF THE LAUGH!!!〜」                                   | テレビアニメ『てっぺんっ!!!』オープニングテーマ                                          |
| 9月21日  | レヴューアルバム アルカナ・アルカディア                                                                               | 愛城華恋（小山百代）、石動双葉（生田輝）、鳳ミチル（尾崎由香）、夢大路栞（遠野ひかる） | 「命尽きても尽き果てず」                                                     | ゲーム『少女☆歌劇 レヴュースタァライト -Re LIVE-』関連曲                                 |
| 9月21日  | レヴューアルバム アルカナ・アルカディア                                                                               | 鶴姫やちよ（工藤晴香）、天堂真矢（富田麻帆）、大月あるる（潘めぐみ）、愛城華恋（小山百代） | 「星の少女、月に少女」                                                       | ゲーム『少女☆歌劇 レヴュースタァライト -Re LIVE-』関連曲                                 |
| 2023年   | | |                                                                              |                                                                                          |
| 2月22日  | 綺羅星ディスタンス | スタァライト九九組 | 「綺羅星ディスタンス」                                                       | 舞台『少女☆歌劇 レヴュースタァライト -The LIVE-#4 Climax』主題歌                         |
| 2月22日  | 綺羅星ディスタンス | スタァライト九九組 | 「キャラメリーゼフィナーレ」                                                 | 舞台『少女☆歌劇 レヴュースタァライト -The LIVE-#4 Climax』関連曲                         |
| 2024年   | | |                                                                              |                                                                                          |
| 6月26日  | Star Darling | スタァライト九九組 | 「Star Darling」                                                             | ゲーム『少女☆歌劇 レヴュースタァライト 舞台奏像劇 遙かなるエルドラド』オープニング主題歌 |
| 6月26日  | Star Darling | スタァライト九九組 | 「舞台に恋して」                                                             | ゲーム『少女☆歌劇 レヴュースタァライト 舞台奏像劇 遙かなるエルドラド』関連曲             |
| 9月18日  | 「少女☆歌劇 レヴュースタァライト 舞台奏像劇 遙かなるエルドラド」劇中歌アルバム                                        | スタァライト九九組 | 「窓辺のハイライト」                                                         | ゲーム『少女☆歌劇 レヴュースタァライト 舞台奏像劇 遙かなるエルドラド』劇中歌             |
| 9月18日  | 「少女☆歌劇 レヴュースタァライト 舞台奏像劇 遙かなるエルドラド」劇中歌アルバム                                        | 星見純那（佐藤日向）、愛城華恋（小山百代） | 「復讐の剣（純那×華恋ver.）」 「LIFE IS LIKE A VOYAGE（純那×華恋ver.）」     | ゲーム『少女☆歌劇 レヴュースタァライト 舞台奏像劇 遙かなるエルドラド』劇中歌             |
| 9月18日  | 「少女☆歌劇 レヴュースタァライト 舞台奏像劇 遙かなるエルドラド」劇中歌アルバム                                        | 神楽ひかり（三森すずこ）、愛城華恋（小山百代） | 「復讐の剣（ひかり×華恋ver.）」 「LIFE IS LIKE A VOYAGE（ひかり×華恋ver.）」 | ゲーム『少女☆歌劇 レヴュースタァライト 舞台奏像劇 遙かなるエルドラド』劇中歌             |
| 9月18日  | 「少女☆歌劇 レヴュースタァライト 舞台奏像劇 遙かなるエルドラド」劇中歌アルバム 店舗別オリジナル特典CD きゃにめ Ver.   | 愛城華恋（小山百代）、星見純那（佐藤日向） | 「復讐の剣（華恋×純那ver.）」 「LIFE IS LIKE A VOYAGE（華恋×純那ver.）」     | ゲーム『少女☆歌劇 レヴュースタァライト 舞台奏像劇 遙かなるエルドラド』劇中歌             |
| 9月18日  | 「少女☆歌劇 レヴュースタァライト 舞台奏像劇 遙かなるエルドラド」劇中歌アルバム 店舗別オリジナル特典CD きゃにめ Ver.   | 愛城華恋（小山百代）、神楽ひかり（三森すずこ） | 「復讐の剣（華恋×ひかりver.）」 「LIFE IS LIKE A VOYAGE（華恋×ひかりver.）」 | ゲーム『少女☆歌劇 レヴュースタァライト 舞台奏像劇 遙かなるエルドラド』劇中歌             |
| 9月18日  | 「少女☆歌劇 レヴュースタァライト 舞台奏像劇 遙かなるエルドラド」劇中歌アルバム 店舗別オリジナル特典CD アニメイト Ver. | 愛城華恋（小山百代）、露崎まひる（岩田陽葵） | 「復讐の剣（華恋×まひるver.）」                                              | ゲーム『少女☆歌劇 レヴュースタァライト 舞台奏像劇 遙かなるエルドラド』劇中歌             |
| 9月18日  | 「少女☆歌劇 レヴュースタァライト 舞台奏像劇 遙かなるエルドラド」劇中歌アルバム 店舗別オリジナル特典CD アニメイト Ver. | 露崎まひる（岩田陽葵）、愛城華恋（小山百代） | 「復讐の剣（まひる×華恋ver.）」                                              | ゲーム『少女☆歌劇 レヴュースタァライト 舞台奏像劇 遙かなるエルドラド』劇中歌             |
| 9月18日  | 「少女☆歌劇 レヴュースタァライト 舞台奏像劇 遙かなるエルドラド」劇中歌アルバム 店舗別オリジナル特典CD ゲーマーズ Ver. | 愛城華恋（小山百代）、露崎まひる（岩田陽葵） | 「LIFE IS LIKE A VOYAGE（華恋×まひるver.）」                                 | ゲーム『少女☆歌劇 レヴュースタァライト 舞台奏像劇 遙かなるエルドラド』劇中歌             |
| 9月18日  | 「少女☆歌劇 レヴュースタァライト 舞台奏像劇 遙かなるエルドラド」劇中歌アルバム 店舗別オリジナル特典CD ゲーマーズ Ver. | 露崎まひる（岩田陽葵）、愛城華恋（小山百代） | 「LIFE IS LIKE A VOYAGE（まひる×華恋ver.）」                                 | ゲーム『少女☆歌劇 レヴュースタァライト 舞台奏像劇 遙かなるエルドラド』劇中歌             |
| 9月18日  | 「少女☆歌劇 レヴュースタァライト 舞台奏像劇 遙かなるエルドラド」劇中歌EP                                              | スタァライト九九組 | 「PRIDE」                                                                    | ゲーム『少女☆歌劇 レヴュースタァライト 舞台奏像劇 遙かなるエルドラド』劇中歌             |
| 9月18日  | 「少女☆歌劇 レヴュースタァライト 舞台奏像劇 遙かなるエルドラド」劇中歌EP                                              | 愛城華恋（小山百代）、露崎まひる（岩田陽葵）、西條クロディーヌ（相羽あいな）、石動双葉（生田輝） | 「My Cheer Girl!～ウォークオーバーより～」                                   | ゲーム『少女☆歌劇 レヴュースタァライト 舞台奏像劇 遙かなるエルドラド』関連曲             |
| 11月9日  | 別れの戦記/Baby Blue                                                                                                  | 天堂真矢（富田麻帆）、花柳香子（伊藤彩沙）、愛城華恋（小山百代）、露崎まひる（岩田陽葵）、大場なな（小泉萌香）、石動双葉（生田輝）、柳小春（七木奏音）、西條クロディーヌ（相羽あいな）、星見純那（佐藤日向） | 「別れの戦記」                                                               | 舞台『少女☆歌劇 レヴュースタァライト -The MUSICAL- 別れの戦記』主題歌                    |

## 書籍

### 写真集
- 小山百代1st写真集『となり。』（2021年2月25日、コスミック出版） ISBN 978-4-7747-9226-2[100]